# 姚泰
姚泰（1938年—），男，浙江杭州人，中国生理学家，复旦大学上海医学院教授，曾任上海医科大学校长。